# 2003 YN107
2003 YN107 – planetoida z grupy Atena należąca do obiektów NEO.

## Odkrycie
Została odkryta 20 grudnia 2003 roku w programie LINEAR. Nazwa planetoidy jest oznaczeniem tymczasowym, nie posiada też jeszcze oficjalnej numeracji.

## Orbita
2003 YN107 krąży wokół Słońca w rezonansie 1:1 z Ziemią, jest więc klasycznym obiektem koorbitalnym. Planetoida okrąża Słońce w ciągu nieco ponad 361 dni w średniej odległości 1,00 j.a. Nachylenie jej orbity względem ekliptyki to 4,30°, a mimośród jej orbity wynosi 0,01. Z racji niewielkich rozmiarów (ok. 10-30 m), obiekt może być klasyfikowany jako meteoroid.